# Wianka van Dorp
Wianka van Dorp (Vlaardingen, 1 mei 1987) is een Nederlandse voormalig roeister.

## Levensloop
Van Dorp begon in 2004 met roeien bij de Rotterdamse roeivereniging De Maas. Ze bleek talent te hebben, want in 2009 won ze brons in de twee-zonder op het Wereldkampioenschap tot 23 jaar. Vanaf 2010 debuteerde ze bij de senioren op de Europese kampioenschappen. Haar eerste internationale succes was de bronzen medaille op het Wereldkampioenschap in 2011 in de vier-zonder. Een jaar later was ze reserve voor de Holland Acht tijdens de Olympische Spelen in Londen, maar kwam niet in actie. Vier jaar later werd ze door bondscoach Josy Verdonkschot wel geselecteerd voor de vrouwen acht en debuteerde op de Olympische Spelen in Rio de Janeiro, waar het team zesde werd.
Van Dorp behaalde een master Managementwetenschappen aan de Open Universiteit. Na de beëindiging van haar roeicarrière in 2016 ging Van Dorp aan de slag bij EY.

## Palmares

### twee zonder stuurvrouw
- 2009: 10e Wereldbeker II - 7.53,18
- 2009:  WK onder 23 - 7.43,88
- 2009: 14e WK - 8.19,69
- 2010: 10e WK - 7.43,88
- 2011: 13e Wereldbeker III - 7.27,39
- 2012: 13e Wereldbeker I - 7.16,65

### vier zonder stuurvrouw
- 2011:  WK - 6.34,06

### dubbel vier
- 2013:  EK - 6.48,67
- 2013: 7e Wereldbeker III - 6.25,67

### acht met stuurvrouw
- 2010:  Wereldbeker I - 6.19,14
- 2010: 4e Wereldbeker III - 6.22,31
- 2014: 4e EK - 6.21,52
- 2014: 5e Wereldbeker III - 6.20,23
- 2014: 8e WK - 6.07,68
- 2015:  EK - 6.09,70
- 2015: 5e Wereldbeker III - 6.15,55
- 2015: 6e WK - 6.12,33
- 2016:  Wereldbeker I - 6.22,38
- 2016:  EK - 6.51,83
- 2016:  Wereldbeker III - 6.12,04
- 2016: 6e - OS - 6.08,37